# Rohrbach
Rohrbach (též Rorbach, Vorbach, Raypach nebo Harbech) byla středověká vesnice, která se nacházela na náhorní plošině v trati Harbechy mezi dnešními Lažánkami a Jedovnicemi v okrese Blansko v Jihomoravském kraji. Existovala přibližně 130 let, první písemná zmínka o ní pochází z roku 1371 a jako pustá je uváděna k roku 1573. Vesnice byla založena německými kolonisty v rámci osídlování Drahanské vrchoviny a pravděpodobně zanikla mezi lety 1464 a 1481. Zajímavostí této lokality je absence běžného vodního toku, přičemž zásobování vodou zajišťovaly patrně krasové závrty, což mohlo dát i podnět k jejímu pojmenování (v překladu "rourový potok" nebo "rákosový potok").

## Historie
První písemná zmínka o Rohrbachu pochází z roku 1371, kdy byla vesnice uvedena ve výčtu osad patřících k holštejnskému panství. Vesnice je v historických dokumentech dále zmiňována v roce 1437, v roce 1464 pod označením Vorbach, v roce 1481 jako Raypach a v roce 1573 již jako pustá ves Harbech. V období mezi lety 1464 a 1481 držel na Rohrbachu Matěj z Želetavy tři dvory, ale ve zmínce z roku 1481 už po těchto dvorech není žádná zpráva. Toto období odpovídá době husitských válek a následné nestabilitě, která postihla mnohé vesnice v oblasti Drahanské vrchoviny, z nichž řada zanikla právě v této době. Jméno osady se během doby měnilo, což bylo u osad založených německými kolonisty běžné, neboť se jejich původní německá jména postupně počešťovala. Název Rohrbach v překladu znamená "rourový potok" nebo "potok s rákosím", což může souviset se způsobem zásobování vodou v této oblasti.

## Archeologický výzkum
Systematický archeologický průzkum lokality provedl v druhé polovině 20. století Ervín Černý, který určil přesnou polohu vesnice a dokumentoval její pozůstatky. Rohrbach byl identifikován jako ves o délce přibližně 300 metrů, která byla založena v krasovém terénu na náhorní plošině v trati Harbechy mezi Lažánkami a Jedovnicemi u rozcestí na Rudice v nadmořské výšce 490 až 500 m. Středem plošiny probíhá severozápadním směrem podélná půdní deprese, v jejíž ose se nacházejí dva krasové závrty, které pravděpodobně sloužily jako zásobárna vody. Tato skutečnost je významná, neboť v blízkosti lokality nejsou žádné stopy po vodoteči ani jiném umělém vodním zdroji. V roce 1999 provedl Josef Plch revizní povrchový průzkum, který zpochybnil Černého lokalizaci. Plch objevil velké množství keramických střepů z 13.-15. století v údolí u potoka obrostlého rákosím v trati "Pod Harbechem", což lépe odpovídá významu jména Rohrbach ("rákosový potok"). Archeologické nálezy se nacházely v pruhu o šířce asi 80 metrů a délce až 800 metrů. Podle jeho zjištění šlo pravděpodobně o jednořadou ves stojící na břehu bývalého Tunklovského rybníka. Délku osady odhadl na přibližně 650 metrů, což by znamenalo asi 14 usedlostí. Keramický materiál objevený při archeologických výzkumech je uložen v Archeologickém ústavu Akademie věd ČR v Brně.

## Současný stav
Lokalita zaniklé středověké osady Rohrbach se nachází v katastrálním území obce Lažánky a je v současnosti pokryta převážně loukami. Podoba plužiny (zemědělské půdy) Rohrbachu se nedochovala ve své původní formě. Podle archeologů měla tato nevelká vesnice pravděpodobně plužinu s typickým krátkým záhumenicovým jádrem a po obou stranách větší přídatné tratě. Pozůstatky dochovaných plužin jsou zachyceny na lidarové mapě severně od zaniklé osady. V těchto místech se dnes nacházejí zalesněné remízky podobné těm, které se vyskytují u plužiny zaniklé osady Husí jihovýchodně od lokality Rohrbach. Díky moderním metodám dálkového průzkumu Země, zejména technologii LIDAR, jsou dnes patrné stopy po středověkém osídlení, které nejsou běžným pozorováním v terénu zjistitelné.